# Тюменский институт повышения квалификации сотрудников МВД России
Тюменский институт повышения квалификации сотрудников МВД России (до 2011 года — Тюменский юридический институт МВД России) — образовательная организация системы МВД России по переподготовки кадров органов внутренних дел.

## История
История учебного заведения началась с образования Тюменского отделения заочного обучения Омской высшей школы милиции МВД СССР 5 декабря 1977 года. В 1978 году отделение было преобразовано в факультет, на базе которого была создана в 1988 году Тюменская высшая школа МВД СССР. С 1996 года вуз носит название Тюменский юридический институт МВД России. В 2011 году в результате проведения реформы полиции ТЮИ был преобразован в Тюменский институт повышения квалификации.
Выпускает журнал «Юридическая наука и правоохранительная практика», входящий в список ВАК.

## Структура

### Кафедры
- Кафедра административной деятельности органов внутренних дел;
- Кафедра огневой подготовки;
- Кафедра организации деятельности охранно-конвойных подразделений органов внутренних дел;
- Кафедра оперативно-разыскной деятельности и оперативно-технических мероприятий органов внутренних дел;
- Кафедра организации расследования преступлений и судебных экспертиз;
- Кафедра правовой подготовки сотрудников органов внутренних дел;
- Кафедра организации охраны общественного порядка;
- Кафедра физической подготовки сотрудников органов внутренних дел;
- Кафедра информационно-аналитического и документационного обеспечения деятельности органов внутренних дел;
- Кафедра философии, иностранных языков и гуманитарной подготовки сотрудников органов внутренних дел;
- Кафедра специальной подготовки;

### Отделы и отделения
- Учебный отдел;
- Финансово-экономический отдел;
- Отдел по работе с личным составом;
- Научно-исследовательский и редакционно-издательский отдел;
- Тыл;
- Отделение делопроизводства и режима;
- Отделение информационно-компьютерных технологий;
- Комендантское отделение;

### Подразделения и направления
- Правовая группа;
- Направление по работе с ветеранами;
- Направление мобилизационной подготовки, мобилизации и гражданской обороны;
- Направление информации и общественных связей;
- Курсы;

## Начальники института
- Игорь Петрович Маров (1979—1998)
- Александр Иванович Числов (1998—2011)
- Владимир Александрович Иоголевич (с 2011 года)[4]